# 小須戸橋
小須戸橋（こすどばし）は、新潟県新潟市の信濃川に架かる新潟県道41号白根安田線の道路橋梁。

## 概要
左岸側の南区戸石（といし）と、右岸側の秋葉区小須戸（こすど）との間を結ぶ。1963年（昭和38年）竣工の現橋梁はトラス橋。片側1車線で、下流側に歩道橋を併設している。
当橋梁の下流側には国道460号の臼井橋が、上流側には新潟県道55号新潟五泉間瀬線の庄瀬橋が架橋されている。
当橋梁は堤防より低い位置にあり、豪雨の際に通行の支障となることなどから、今後架け替えが行われる予定。

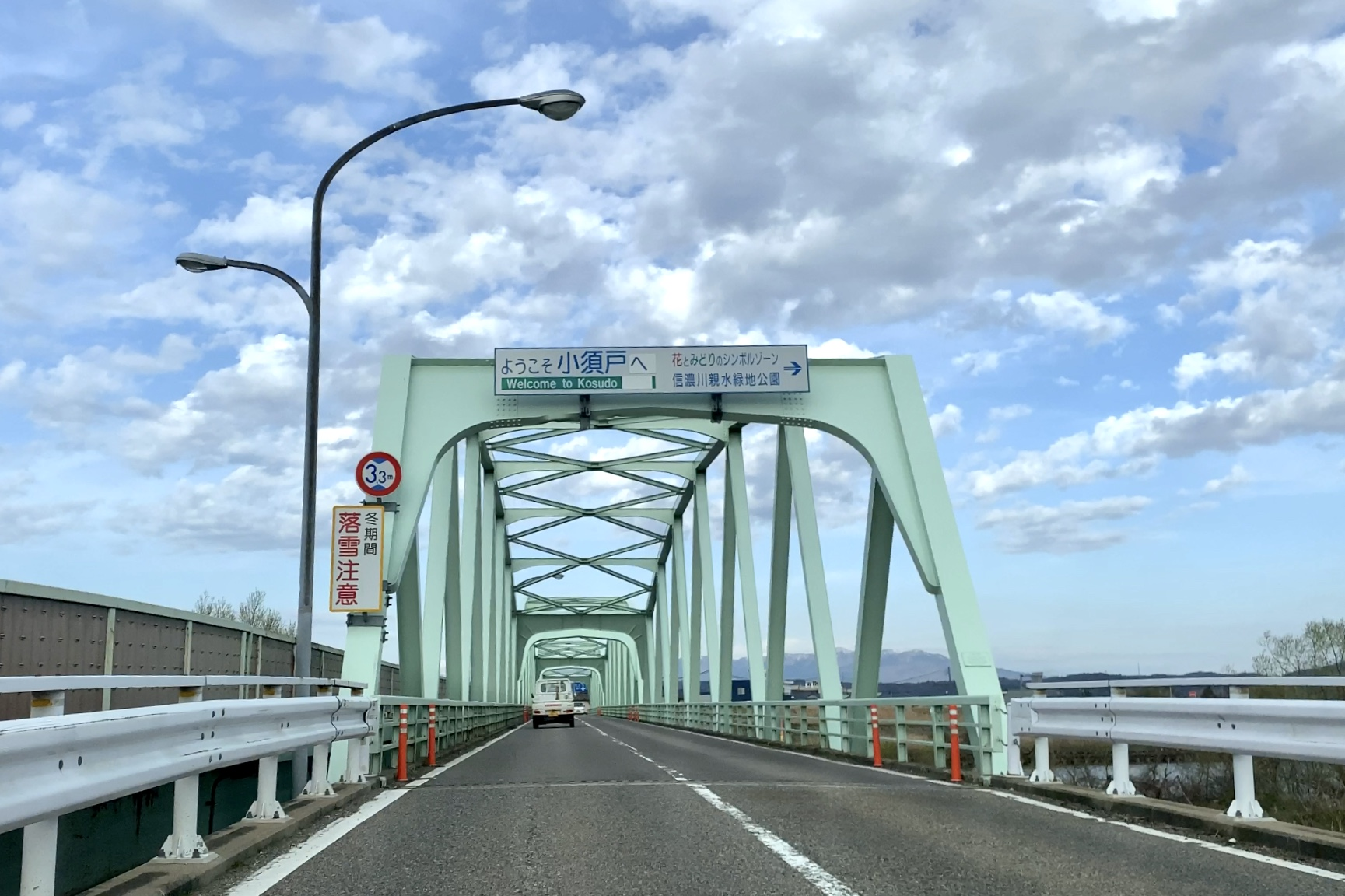
左岸側から（2020年3月）
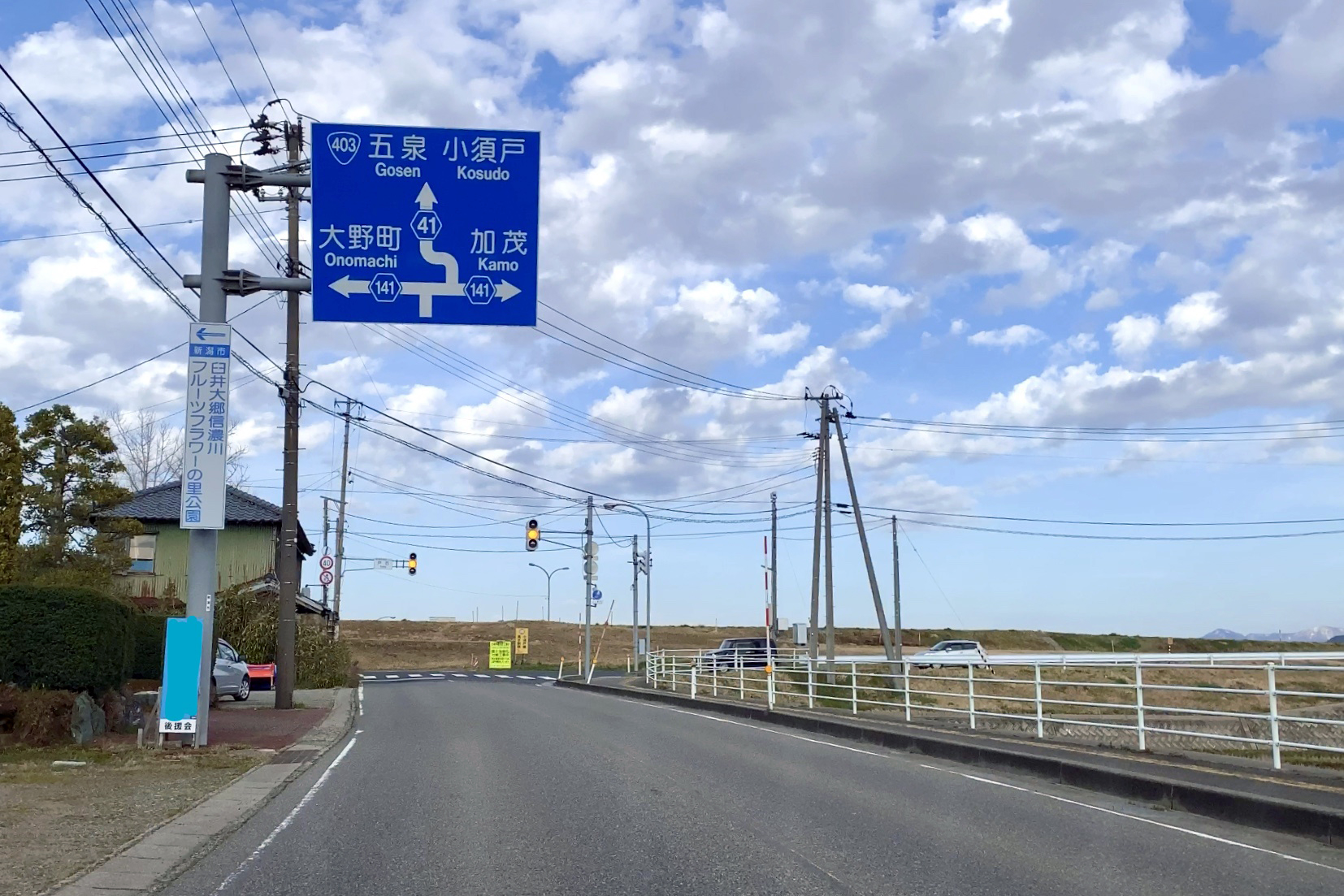
左岸側の橋梁手前の案内標識。道路が大きくカーブして橋梁に至ることが示されている（2020年3月）

## 歴史
1903年（明治36年）10月、木橋として架橋された。しかし洪水などで1914年（大正3年）8月、1926年（大正15年）7月と計2度の流失の憂き目に遭っている。
現橋梁は工期4年、約1億3000万円の工費を投じて建設され、1963年（昭和38年）12月に竣工した。
西詰（左岸側）は戸石交差点から河川敷を経由して橋梁部に至り、東詰（右岸側）は堤防上に面し、小須戸の中心部に直接至る構造となっているが、このうち左岸側の取付部は信濃川の堤防改修事業の進捗に伴い、2008年（平成20年）5月14日に堤防と河川敷をクランク状に走破する構造に改修された。